# Tekkaman Blade
Tekkaman Blade (宇宙の騎士テッカマンブレード Uchū no Kishi Tekkaman Burēdo?, lit. "Space Knight Tekkaman Blade") es una serie de televisión anime japonesa de 1992 producida por Tatsunoko Production y Sotsu Agency. La serie fue dirigida por Hiroshi Negishi y escrita por Mayori Sekijima y Satoru Akahori. La trama sigue a una organización llamada Space Knights (Caballeros del Espacio) y su guerra contra los extraterrestres conocidos como los Radam. The Space Knights son asistidos por Takaya Aiba, quien tiene la habilidad de transformarse en un guerrero con armadura conocido como Tekkaman Blade.
La primera serie de 50 episodios (incluyendo el episodio 0), fue transmitido por TV Tokyo en Japón desde el 18 de febrero de 1992 hasta el 2 de febrero de 1993. Fue seguida por dos ediciones especiales. Una secuela llamada Tekkaman Blade II, establecida diez años después de la primera serie y sigue los eventos de la segunda invasión Radam, era una serie de seis capítulos OVA lanzados desde el 21 de julio de 1994 hasta el 21 de abril de 1995. Un videojuego basado en la serie titulado Uchū no Kishi: Tekkaman Blade, fue publicado en Japón el 30 de julio de 1993. La serie original fue lanzada internacionalmente, incluyendo Norteamérica, doblada al inglés como Teknoman. En la versión inglesa, la serie fue fuertemente cortada comparada con la versión original japonesa, acortada de 50 a 43 episodios.

## Trama

### Tekkaman Blade
En el Año 192 de United Earth (Tierra Unida), la Tierra está bajo ataque de una raza alienígena conocida como los Radam, que consiste de monstruos parecidos a insectos y guerreros con armadura conocidos como Tekkamen. La nave espacial de los Radam permanece inactiva en el lado oscuro de la Luna donde los Radam la mantienen en reparación.
Existe una fuerza de defensa especial en la lucha contra los Radam llamada Space Knights. El grupo se conforma por Heinrich von Freeman, comandante del grupo; Noal Vereuse, piloto de la nave Blue Earth; Aki Kirasagi, navegante de la nave Blue Earth; Milly, operadora de comunicaciones; Levin, técnico de computadoras; y Honda, el mecánico del grupo. 
Antes del inicio de la invasión Radam, la nave exploradora Argos descubrió a la nave espacial Radam inactiva en los anillos exteriores de Saturno. Mientras estaban explorando la nave, la tripulación fue capturada por vainas y convertidos en Tekkamen. Antes de que sea totalmente convertido, Takaya Aiba (Tekkaman Blade) fue liberado por su padre y colocado dentro de una cápsula de escape; luego su padre activó la autodestrucción de la nave Argos. La nave Radam chocó en la Luna y empezó sus ataques a la Tierra.
Después de pasar seis meses a la deriva en su curso hacia la Tierra, Blade se libera de su cápsula de escape y ataca a las fuerzas Radam, entrando en una batalla contra Tekkaman Dagger (Fritz von Braun). Después de la lucha, Blade se estrella contra la Tierra y es encontrado por Noal y Aki, quiénes lo llevan a su cuartel general. Blade inicialmente es hostil hacia los Caballeros del Espacio, pero conforme el tiempo pasa, empieza a respetarlos por su dedicación y desarrolla un interés romántico en Aki. Con la ayuda de Blade, los Caballeros Espaciales empiezan a repeler a los Radam hasta que el cristal de transformación de Blade es destrozado durante una batalla contra Dagger. Levin desarrolla un robot de batalla al cual nombró Pegas el cual alberga los fragmentos del cristal de Blade y le permite transformarse de nuevo. En su primera transformación utilizando a Pegas, Blade confronta a Dagger y lo mata.
Mientras tanto, el dirigente militar de la Tierra, General Xerces Gault, se obsesiona por apoderarse de la armadura de Tekkaman para su uso propio. Intenta atacar la base de los Caballeros del Espacio durante una emergencia, pero es forzado a retirarse por orden del Presidente de la Tierra. Más tarde envía al espía Balzac, actuando como periodista, para infiltrarse en los Caballeros del Espacio. Balzac adquiere información del sistema de armadura de Tekkaman con la que los militares de la Tierra crean sus propias armaduras Tekkamen, las cuales son utilizadas por Balzac y Noal.
Cuatro Tekkamen más — Tekkaman Lance (Molotov), Tekkaman Axe (Goddard), Tekkaman Sword (Hun-Ri) y Tekkaman Evil (Shinya el hermano gemelo de Takaya) — llegan a la Tierra para enfrentar a Blade. Tekkaman Rapier (Miyuki la hermana pequeña de Takaya) también llega a la Tierra, pero como Blade, no está bajo el contro de los Radam. Evil, Lance, Axe y Sword atacan la base de los Caballeros del Espacio e intentan matar a Rapier. A pesar de que es superada en número, Rapier se auto-destruye en un intento de matar a los cuatro Tekkamen. Blade se las arregla para matar a Lance y a Axe y después consigue el poder de utilizar el modo Blaster Tekkaman, aunque pierde más de sus recuerdos cada vez que lo usa. Evil obtiene la misma habilidad como la última línea de defensa del líder de los Radam, Tekkaman Omega.
Al final de la guerra, Blade y Evil se encuentran por última vez, donde Blade mata a Evil. Mientras muere, Evil es liberado del control mental de los Radam. Balzac mata a Sword mientras se queman en la atmósfera de la Tierra.
Blade toma a Pegas y va a la Luna, donde confronta a Omega, quien le revela que él es su hermano mayor Kengo. Omega lanza la nave espacial Radam reparada en dirección a la Tierra. Blade ataca a Omega, quién fácilmente lo derrota. Omega está a punto de matar a Blade cuando Pegas se interpone en el golpe final y se sacrifica a sí mismo. La destrucción de Pegas enfurece a Blade y ocasiona que se transforme en Blaster Tekkaman por última vez. Blade mata a Omega lo que causa que la nave espacial Radam explote. Los restos de la nave espacial Radam caen a la Tierra junto con Blade, ahora despojado de su armadura. Como resultado, Blade queda atado a una silla de ruedas y completamente amnésico, al cuidado de Aki.

### Tekkaman Blade II
Vea los resúmenes de episodios individuales abajo. 

## Episodios

### Tekkaman Blade
Tekkaman Blade fue transmitida en Japón a través de TV Tokyo con 50 episodios lanzados entre el 18 de febrero de 1992 y el 2 de febrero de 1993. Utiliza cuatro temas musicales: dos temas de apertura y dos temas finales. El primer tema de apertura es "Reason" interpretado por Yumiko Kosaka, el cual es utilizado desde el episodio uno hasta el episodio veintisiete. El segundo tema de apertura es "Eternal Loneliness" (永遠の孤独?) por Yumiko Kosaka, el cual es utilizado desde el episodio veintiocho en adelante. El primer y segundo temas finales son "Energy of Love" y "Lonely Heart" respectivamente, ambos interpretados por Kosaka.
La serie fue lanzada doblada al inglés en los Estados Unidos y Australia con el nombre Teknoman. La versión de emisión inglesa fue fuertemente editada comparada con la versión original japonesa, acortada de 50 episodios originalmente a 43. La serie fue autorizada por Media Blasters Entertainment, a través de su sello AnimeWorks en 2006, con juego de cajas separados para Teknoman y Tekkaman Blade.
Los derechos de edición de Saban/UPN Kids TV de la versión doblada de Teknoman fueron adquiridos por Disney Enterprises a través de BVS Entertainment, después de que Disney adquiriese la francquicia Fox Family/Fox Kids Worldwide en 2001, mientras que Media Blasters/AnimeWorks pasó a poseer los derechos de doblaje internacional de Teknoman en 2006, después de que ellos lanzaran este doblaje, junto con la versión en DVD sin editar de Tekkaman Blade en la Región 1. 
Los nombres de los personajes fueron modificados para el lanzamiento de la versión inglesa de Teknoman: el apodo de Blade "D-Boy" fue eliminado en favor de "Blade" (en la versión editada de UPN TV, fue cambiado a "Slade") y su nombre completo "Takaya Aiba" pasó a ser "Nick Carter". De manera similar el "Comandante Heinrich von Freeman" se convirtió en "Comandante Jamison", "Noel" en "Ringo Richards", "Aki" pasó a "Star Summers", "Milly" en "Tina Corman", "Levin" (un hombre afeminado en la versión original japonesa) en una mujer "Maggie Matheson", "Honda" en "Mack", y "Miyuki" en "Shara". Los "Radam" fueron llamados "Venemoids" y su líder "Omega" se llamó "Darkon".
En enero del 2016, la serie fue lanzada remasterizada en formato Blu-Ray en Japón. La presentación contiene todos los 50 episodios de la primera serie y todos los 6 episodios de la segunda serie, así como los especiales OVA, un episodio no lanzado anteriormente titulado "Virgin Memory", y una nueva entrevista en vídeo con Toshiyuki Morikawa.
| N.º (JP) | N.º (US) | Título en inglés Título original en japonés                                                             | Escrito por       | Fecha de emisión original |
| -------- | -------- | --- | ----------------- | ------------------------- |
| 00       | -        | "(A Fierce Battle Begins)" "Nagaki tatakai no jokyoku" (長き戦いの序曲)                                 | TBA               | 18 de febrero de 1992     |
| 01       | 01       | "Friend or Foe (The Sky-Soaring Super Man)" "Ama kakeru no chō jin" (天駆ける超人)                      | Mayori Sekijima   | 25 de febrero de 1992     |
| 02       | 02       | "Invasion (The Lonely Warrior)" "Kodoku no Senshi" (孤独の戦士)                                         | Satoru Akahori    | 3 de marzo de 1992        |
| 03       | 03       | "Power of the Space Knights (The Defense Army's Ambition)" "Bōeigun no yabō" (防衛軍の野望)             | Nobuaki Kishima   | 10 de marzo de 1992       |
| 04       | 04       | "Falling Star (Senseless Desertion in the face of the enemy)" "Riyūnaki tekizentōbō" (理由なき敵前逃亡) | Hiroyuki Kawasaki | 17 de marzo de 1992       |
| 05       | 05       | "Time's Up (Kill Me!)" "Ore wo korose" (オレを殺せ)                                                     | Hiroyuki Kawasaki | 24 de marzo de 1992       |
| 06       | 06       | "Shattered Crystal (Tekk-set Impossible)" "Tekkusetto funō" (テックセット不能)                          | Katsuhiko Chiba   | 31 de marzo de 1992       |
| 07       | 07       | "Teknobot (Launch of the Mobile Unit Pegas)" "Kidōhei Pegasu Hasshin" (機動兵ペガス発進)                | Seiko Watanabe    | 7 de abril de 1992        |
| 08       | 08       | "Snapshot (The Mysterious War Correspondent)" "Nazo no Jūgunkisha" (謎の従軍記者)                       | Satoru Akahori    | 14 de abril de 1992       |
| 09       | 09       | "Convoy (Rescue! The Jupiter Crew)" "Kyūshutsu! Mokusei Kurū" (救出! 木星クルー)                        | Nobuaki Kishima   | 21 de abril de 1992       |
| 10       | 10       | "Bold Soldier Boy (A Lullaby Echoing in War)" "Senka ni hibiku komori uta" (戦火に響く子守歌)           | Hiroyuki Kawasaki | 28 de abril de 1992       |
| 11       | −        | "(The D-Boy File)" "Dboui Fairu" (Dボウイファイル)                                                      | Satoru Akahori    | 5 de mayo de 1992         |
| 12       | 11       | "Brother Beware (The Red Horror, Evil)" "Akai Senritsu Ebiru" (赤い戦慄エビル)                          | Katsuhiko Chiba   | 12 de mayo de 1992        |
| 13       | 12       | "Sibling Rivalry (Brothers of Destiny)" "Shukumei no Kyōdai" (宿命の兄弟)                               | Nobuaki Kishima   | 19 de mayo de 1992        |
| 14       | 13       | "Family Feud (Demon Tied by Blood)" "Chi wo waketa akuma" (血をわけた悪魔)                              | Seiko Watanabe    | 26 de mayo de 1992        |
| 15       | 14       | "Saber Strike (The Evil Spirit Revives)" "Majin yomikaeru" (魔神蘇る)                                   | Satoru Akahori    | 2 de junio de 1992        |
| 16       | 15       | "Spy Game (Portrait of Betrayal)" "Uragiri no shōzō" (裏切りの肖像)                                     | Satoru Akahori    | 9 de junio de 1992        |
| 17       | 16       | "Sword and Steel (Savior of Steel)" "Kōtetsu no Kyūseishu" (鋼鉄の救世主)                               | Nobuaki Kishima   | 16 de junio de 1992       |
| 18       | 17       | "The Visitor (The Price of Glory)" "Eikōhe no daishō" (栄光への代償)                                    | Nobuaki Kishima   | 23 de junio de 1992       |
| 19       | 18       | "Battleground (Warrior With a Closed Heart)" "Kokoro tozashita Senshi" (心閉ざした戦士)                 | Seiko Watanabe    | 30 de junio de 1992       |
| 20       | 19       | "Resurrection (Resurrected! Transformation of Rage)" "Fukkatsu! Ikari no Henshin" (復活! 怒りの変身)    | Kuniaki Yamashita | 7 de julio de 1992        |
| 21       | 20       | "Mind Game (Premonition of Love and Death)" "Ai to Shi no Yokan" (愛と死の予感)                         | Hiroyuki Kawasaki | 14 de julio de 1992       |
| 22       | 21       | "Decision (Miyuki's Decision)" "Miyuki no Ketsui" (ミユキの決意)                                        | Kuniaki Yamashita | 21 de julio de 1992       |
| 23       | 22       | "Reunion (The Scarred Reunion)" "Kizu darake no saikai" (傷だらけの再会)                                | Katsuhiko Chiba   | 28 de julio de 1992       |
| 24       | 23       | "In the Beginning (The Torn-Open Past)" "Hiki sakareta kako" (引き裂かれた過去)                         | Nobuaki Kishima   | 4 de agosto de 1992       |
| 25       | 24       | "Shara's Secret (New Demons)" "Aratanaru Akuma" (新たなる悪魔)                                          | Hiroyuki Kawasaki | 11 de agosto de 1992      |
| 26       | −        | "(Battle to the Death)" "Shi wo kaketa tatakai" (死をかけた戦い)                                        | Kuniaki Yamashita | 18 de agosto de 1992      |
| 27       | 25       | "Forget Me Not (Legacy for the Survivors)" "Nokorishi monohe no Isan" (残りし者への遺産)                | Satoru Akahori    | 25 de agosto de 1992      |
| 28       | 26       | Chronicle (The White Majin)" "Shiroi Majin" (白い魔人)"                                                 | Satoru Akahori    | 1 de septiembre de 1992   |
| 29       | 27       | "Red Saviour (A Bouquet of Flowers on the Battlefield)" "Tatakai no noni Hanataba" (戦いの野に花束を)   | Seiko Watanabe    | 8 de septiembre de 1992   |
| 30       | 28       | "Running on Empty (Traces of Father)" "Chichi no Omokage" (父の面影)                                    | Nobuaki Kishima   | 15 de septiembre de 1992  |
| 31       | 29       | "Tekno Trap (Town of Vengeance)" "Fukushū no Machi" (復讐の街)                                          | Kuniaki Yamashita | 22 de septiembre de 1992  |
| 32       | 30       | "Lady in Waiting (The Girl Who Waits Impatiently)" "Machiwabita Shōjo" (待ちわびた少女)                 | Katsuhiko Chiba   | 29 de septiembre de 1992  |
| 33       | 31       | "Reformation (Reunion in the Wilderness)" "Kōya no Saikai" (荒野の再会)                                 | Satoru Akahori    | 6 de octubre de 1992      |
| 34       | −        | "(Brothers of Light and Shadow)" "Hikari to Kage no Kyōdai" (光と影の兄弟)                              | Nobuaki Kishima   | 13 de octubre de 1992     |
| 35       | 32       | "Ax Trap (Enemy in the Fog)" "Kiri no Naka no Teki" (霧の中の敵)                                        | Kuniaki Yamashita | 20 de octubre de 1992     |
| 36       | 33       | "Ax Attack (A Decisive Battle!! Axe)" "Kessen!! Akkusu" (決戦!! アックス)                               | Seiko Watanabe    | 27 de octubre de 1992     |
| 37       | 34       | "On Ice (The Decayed Body)" "Mushibamareta nikudai" (蝕まれた肉体)                                      | Kuniaki Yamashita | 3 de noviembre de 1992    |
| 38       | −        | "(Labyrinth of Death)" "Shihe no meikyū" (死への迷宮)                                                   | Katsuhiko Chiba   | 10 de noviembre de 1992   |
| 39       | −        | "(Super Warrior Blaster)" "Chō Senshi Burasutā" (超戦士ブラスター)                                      | Nobuaki Kishima   | 17 de noviembre de 1992   |
| 40       | −        | "(The Love and Struggle of Two People)" "Ai to Tatakai no Ninin" (愛と戦いの二人)                       | Satoru Akahori    | 24 de noviembre de 1992   |
| 41       | 35       | "Fifty-Fifty (Evil, The Resurrected Devil)" "Ebiru Yomikaeru Akuma" (エビル·蘇る悪魔)                   | Kuniaki Yamashita | 1 de diciembre de 1992    |
| 42       | 36       | "Evolution (Clash! The Old Red Enemy)" "Gekitotsu! Akai Jukuteki" (激突! 赤い宿敵)                      | Satoru Akahori    | 8 de diciembre d 1992     |
| 43       | 37       | "Reflection (Bullet of Parting)" "Ketsubetsu no jūdan" (訣別の銃弾)                                     | Hiroyuki Kawasaki | 15 de diciembre de 1992   |
| 44       | 38       | "Amnesia (The Approaching Darkness)" "Semari kuru Yami" (迫り来る闇)                                    | Nobuaki Kishima   | 22 de diciembre de 1992   |
| 45       | 39       | "Metamorphosis (The Truth of the Invaders)" "Shinjitsu no shinryakusha" (真実の侵略者)                  | Satoru Akahori    | 5 de enero de 1993        |
| 46       | 40       | "Sword Strike (The House Where Time Stood Still)" "Toki no tomatta ie" (時の止まった家)                 | Mayori Sekijima   | 12 de enero de 1993       |
| 47       | 41       | "Battle of the Space Ring (The Fate of Darkness and Death)" "Yami to Shi no Unmei" (闇と死の運命)       | Kuniaki Yamashita | 19 de enero de 1993       |
| 48       | 42       | "Beginning of the End (Heroic! Evil Dies)" "Sōretsu! Ebiru Shisu" (壮烈! エビル死す)                    | Satoru Akahori    | 26 de enero de 1993       |
| 49       | 43       | "Final Battle (Life Burns Out)" "Moetsukiru inochi" (燃えつきる命)                                      | Mayori Sekijima   | 2 de febrero de 1993      |

### Especiales
Los especiales OVA fueron originalmente incluidos en los laserdisc Crystal Box y luego incluidos como contenido especial para los lanzamientos en DVD y Blu-Ray. 
| N.º | Título en inglés Título original japonés   | Fecha de emisión original |
| --- | ------------------------------------------ | ------------------------- |
| 1 | "Burning Clock" "Moeta Tokei" (燃えた時計) | 6 de mayo de 1998         |
| En los últimos momentos antes de su muerte, la vida de Shinya es mostrada en una serie recuerdos, que se enfocan en la rivalidad entre Shinya y Takaya, su lugar en la familia, y como murió su madre. |                                            |                           |
| 2 | "Twin Blood"                               | 6 de mayo de 1998         |
| La primera batalla entre Tekkaman Blade y Tekkaman Evil es contada otra vez con diseños de personajes diferentes a los usados en las series. Las formas de Blade y de Evil también han sido rediseñadas para tener un sentido más tecno-orgánico. Los nuevos diseños de los Tekkamen fueron provistos por Yutaka Nakamura |                                            |                           |
| - | "Stage 0: Missing Link" (「MISSING-LINK」) | 6 de mayo de 1998         |
| Una precuela a Tekkaman Blade II, que muestra eventos como el inicio de la segunda guerra Radam, la transformación de Aki en Red Tekkaman, la Rebelión de los Tekkaman de Praga, y la restauración del cristal de Blade.                                                                                                  |                                            |                           |

### Tekkaman Blade II
Tekkaman Blade II (宇宙の騎士テッカマンブレードII Uchu no Kishi Tekkaman Burēdo Tsū?, lit. Space Knight Tekkaman Blade II ) son seis episodios OVA (original video animation) que fueron lanzados en 1994 por Tatsunoko y sirve como secuela de la serie anime Tekkaman Blade. La serie fue originalmente licenciada por Urban Vision para VHS en 1998 y posteriormente para DVD en 2001, para luego ser transferida a Discotek Media en 2012 para un lanzamiento doméstico sin cortes en formato DVD y Blu-Ray format, con doblaje en inglés y subtítulos como opciones. La serie fue emitida en el bloque de programación de anime de acción de Starz Encore en 1999.
| N.º | Título en inglés Título original japonés                                  | Fecha de emisión original |
| --- | ------------------------------------------------------------------------- | ------------------------- |
| 1 | "Stage 1: The New Generation – Part 1" (Virgin Flush) (「VIRGIN-FLUSH」)  | 21 de julio de 1994       |
| La Flota de la Tierra Unida lucha contra otra invasión Radam, pero los Tekkamen Radam acaban con la flota y envían misiles hacia la Tierra. Esto causa errores durante el proceso de conversión Tekkaman para tres nuevos cadetes de los Caballeros Espaciales, y a Yumi se le otorga el Reactor Voltekka en lugar de Natasha. Los Caballeros Espaciales atacan a los Radam, pero son derrotados. Mientras intenta ayudarlos, Yumi es incapaz de controlar el poder del Reactor Voltekka, lo que ocasiona un desastre. |                                                                           |                           |
| 2 | "Stage 1: The New Generation – Part 2" (Virgin Blood) (「VIRGIN-BLOOD」)  | 24 de agosto de 1994      |
| Yumi va a entrenamiento para poder controlar el Reactor Voltekka. Los Radam atacan el cuartel general de los Caballeros Espaciales. Los Caballeros Espaciales se detienen por piedad hacia el enemigo. Aki ingresa a la lucha y mata a los Tekkamen Radam. |                                                                           |                           |
| 3 | "Stage 2: The Alien Intruder – Part 1" (Virgin Dream) (「VIRGIN-DREAM」)  | 21 de septiembre de 1994  |
| Blade reaparece y destruye un grupo de Radam. Yumi compite con Aki por el amor de D-Boy. |                                                                           |                           |
| 4 | "Stage 2: The Alien Intruder – Part 2" (Dead-Boy) (「DEAD-BOY」)          | 22 de febrero de 1995     |
| Dead End aparece y derrota a Blade en el espacio. David intenta evitar esto atacando, pero Dead End escapa. |                                                                           |                           |
| 5 | "Stage 3: Final Encounter – Part 1" (Dirty Night) (「DIRTY-NIGHT」)       | 24 de marzo de 1995       |
| David se hace amigo de Dead y recuerda los eventos de Black September. Se revela que Noal ha sido capturado por la policía militar que apoya al General. Su destino final es desconocido. |                                                                           |                           |
| 6 | "Stage 3: Final Encounter – Part 2" (Dangerous Boys) (「DANGEROUS-BOYS」) | 21 de abril de 1995       |
| Blade batalla contra Dead en un enfrentamiento final. |                                                                           |                           |